# Universaliestriden

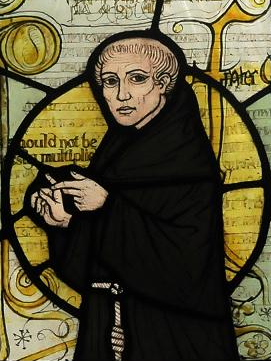
I universaliestriden intog den brittiske filosofen William av Ockham en nominalistisk ståndpunkt.

Universaliestriden var en medeltida filosofisk dispyt om allmänbegreppens (universaliernas) realitet. Diskussionen, som är av stor teologisk vikt, fortlever än till våra dagar. Frågan gällde om allmänna begrepp hade en egen existens, oberoende av vårt tänkande. 
Frågan om förhållandet mellan det universella och det individuella hade dryftats redan i den antika filosofin (Platon, Aristoteles, nyplatonismen) och övertogs av den medeltida filosofin. Frågan blev aktuell på nytt genom Wilhelm av Ockham och den senare nominalismen.
Diskussionen blev utdragen; den varade i över trehundra år och var dessutom mycket förvirrad eftersom det fanns en rad olika ståndpunkter som delvis tangerade varandra. Efteråt har man dock urskilt fyra huvudståndpunkter: den platonska, den aristoteliska, den konceptualistiska och den nominalistiska. Trots att dessa ståndpunkter strukturellt förblivit desamma, har de resulterat i skilda metafysiska uppfattningar under århundradena. Under skolastiken och fram till nyare tid var företrädarna för samtliga riktningar Gudstroende och kombinerade ontologin med en Gud, medan filosofer under nyare tid kunnat kombinera ståndpunkterna med ateism.

## Den platonska ståndpunkten
Den platonska ståndpunkten eller begreppsrealismen sammanfaller till stor del med Platons idélära. Enligt denna har universalierna självständig och oberoende existens (universalia ante rem). De materiella tingen finns som kopior av universalierna, ofta tänkt som en emanation, jämför Plotinos. Därför finns också universalierna före tingen. 
Anselm av Canterbury förfäktade en sådan realistisk uppfattning och menade att det var universalierna som var meningen i de abstrakta kollektiven. Teologin är därför möjlig och dess utövare kommer i kontakt med den eviga idévärlden och hämtar från den sann kunskap. Inom matematikens filosofi har bland andra Gottlob Frege och Bertrand Russell företrätt en platonsk realism i synen på universalierna, i synnerhet vad gäller mängders ontologi.

## Den aristoteliska ståndpunkten
Enligt den aristoteliska ståndpunkten, som ligger nära Aristoteles filosofi, finns universalierna i tingens form (universalia in rebus) och för att nå kunskap om allmänbegreppen skall man genom absorption av tingens väsen upplyfta denna till en abstraktion. Universalierna är inte människans uppfinning, men det är genom att skaffa kunskap som allmänbegreppen uppstår i människans medvetande. Allmänbegreppen existerar inte före tingen, och tingen existerar inte genom en emanation från universalierna. Säker kunskap, för såväl filosofer som teologer, fås alltså genom att människan producerar abstraktioner av den materiella världen. Dessa abstraktioner saknar verklig existens bortom medvetandena annat än som universella former.

## Den konceptualistiska ståndpunkten
Den konceptualistiska ståndpunkten menar att formerna inte finns färdiga i tingen, men att människan har en intellektuell förmåga att genom abstraktion skapa begrepp, koncept, i medvetandet. Dessa abstraktioner handlar alltså om att skapa begrepp enligt en strukturell ordning i medvetandet. Abstraktionerna innebär att allmänbegrepp som människa, godhet och liv inte har någon egen existens, utan bara är begrepp som bygger på likheter mellan de enskilda tingen. Inom matematikens filosofi kallas ståndpunkten intuitionism.

## Den nominalistiska ståndpunkten
Enligt den nominalistiska ståndpunkten finns inte universalierna. När man talar om de abstraherade termerna, som "skönhet", "människa" och "rättvisa", är det bara läten, latin flatus vocis (ordgrant "röstens andetag"), man åstadkommer. De som uttalar sådana ord producerar alltså bara ljud utan verkligt innehåll. Nominalisten Roscelin av Compiègne, teolog under skolastiken, menade att universalierna enbart är universella ord som inte besitter någon verklighet. En särskild, men spridd, "moderat nominalism" intog Francisco Suárez; en annan framstående företrädare är William av Ockham. Nominalismen motsvarar formalism inom matematikens filosofi.